# Tatsumaki: Voivod in Japan
Albums de Voivod
Infini
(2009) ???
(2010/2011)
Tatsumaki: Voivod in Japan est le deuxième DVD du groupe franco-canadien Voivod. Le DVD contient pour la toute première fois un concert intégral du groupe, filmé lors de leur tout premier spectacle au Japon, capté par trois caméras pour la télévision japonaise. De plus, une entrevue avec Dave Grohl en rapport avec le groupe, un documentaire semi-fictionnel et trois chansons d'un concert à la Ville de Québec sont inclus sur le DVD. Ce DVD est aussi le premier document officiel du groupe avec le nouveau guitariste Daniel "Danimal" Mongrain en son sein, et avec le bassiste Jean-Yves "Blacky" Thériault après son départ initial en 1991.
Le mot Tatsumaki, signifiant tornade en japonais, fait allusion à la chanson Tornado, tirée du troisième album du groupe, Killing Technology. Le chanteur Denis "Snake" Bélanger laisse la foule japonaise chanter le refrain en japonais sur ce DVD et a repris cette nouvelle version de la chanson plus tard pour des concerts ailleurs dans le monde.
Le DVD a reçu des critiques plutôt réservées, la qualité de l'image et du son du spectacle principal ainsi que la limitation du nombre d'extras étant en cause.

## Membres du groupe
- Denis (Snake) Bélanger : chant
- Daniel (Danimal) Mongrain : guitare
- Jean-Yves (Blacky) Thériault : basse
- Michel (Away) Langevin : batterie

## Contenu du DVD
Concert à Kawasaki :
1. Voivod
2. The prow
3. The unknown knows
4. Ravenous medecine
5. Overreaction
6. Tribal convictions
7. Tornado/Tatsumaki
8. Panorama
9. Nuclear war
10. Nothingface
11. Brain scan
12. Astronomy domine (dédié à Denis "Piggy" D'Amour, reprise de Pink Floyd)

Entrevue avec Dave Grohl
Panorama: Seeking Voivod (court-métrage québécois)
Galerie de photos
Extrait du concert à Ville de Québec :
1. Panorama
2. Treasure chase
3. Tornado